# Nipponotantulus heteroxenus
Nipponotantulus heteroxenus is een kreeftachtigensoort uit de familie van de Basipodellidae. De wetenschappelijke naam van de soort is voor het eerst geldig gepubliceerd in 1994 door Huys, Ohtsuka & Boxshall.